# Fernando Mendes Soares Gomes
Fernando Mendes Soares Gomes (Porto, 22 de novembro de 1956 – Porto, 26 de novembro de 2022) foi um futebolista português que atuou como avançado.

## Carreira
Depois de passar pelas camadas jovens do FC Porto, Gomes chegou à equipa profissional em 1974, onde conseguiu três títulos, incluindo dois campeonatos e uma Taça de Portugal. Além disso, Gomes foi o melhor marcador da Primeira Divisão por três vezes consecutivas, desde 1977 até 1979, tendo marcado no campeonato 125 golos nas seis épocas em que esteve no clube, antes de viajar para Espanha.
Gomes chegou ao Sporting de Gijón em 1980 e regressou ao clube do norte em 1982, tendo-se mantindo na equipa portista até 1989. Em Espanha, conseguiu 12 golos em 28 jogos.[carece de fontes?]
Durante a segunda passagem no clube portuense, Fernando voltou a ser campeão nacional mais três vezes, tendo ainda conquistado mais duas Taças de Portugal e duas Supertaças nacionais, bem como voltou a ser o melhor marcador do campeonato português em mais três anos, somando portanto seis Bolas de Prata de melhor marcador nacional. Atingiu o pico da sua carreira ao conquistar a Taça dos Clubes Campeões Europeus de 1986–87, a Supertaça Europeia de 1987 e a Taça Intercontinental de 1987, e ainda inúmeros outros títulos nacionais. O avançado venceu ainda a Bota de Ouro da UEFA por duas vezes, a primeira em 1983 e a última em 1985. No final, registou um total de 347 golos no FC Porto a nível sénior e 800 em todos os escalões.
No final da carreira, devido a problemas internos no Porto, Gomes viajou para Lisboa para integrar o Sporting por duas épocas, entre 1989 a 1991. No total pelo clube lisboeta, marcou 38 golos em 79 jogos.[carece de fontes?] Somando os títulos conquistados na sua carreira, Fernando Gomes levantou 14 taças. Entre as conquistas estão três troféus internacionais: dois europeus, incluindo o mais prestigiado de todos, a Taça dos Clubes Campeões Europeus, e um mundial. Todos estes títulos foram ganhos ao serviço do FC Porto.[carece de fontes?]
Gomes morreu em 26 de novembro de 2022, aos 66 anos de idade.

## Títulos
Porto
- Taça de Portugal: 1976–77, 1983–84 e 1987–88
- Primeira Liga: 1977–78, 1978–79, 1984–85, 1985–86 e 1987–88
- Supertaça Cândido de Oliveira: 1983, 1984 e 1986
- Taça dos Campeões Europeus: 1986–87
- Supertaça Europeia: 1987
- Taça Intercontinental: 1987

### Prêmios individuais
- Bola de Prata: 1976–77 (26 golos), 1977–78 (25 golos), 1978–79 (27 golos), 1982–83 (36 golos), 1983–84 (21 golos) e 1984–85 (39 golos)
- Bota de Ouro da UEFA: 1983 e 1985
- Futebolista do Ano em Portugal: 1983